# Picrothamnus desertorum
Picrothamnus desertorum là một loài thực vật có hoa trong họ Cúc. Loài này được Nutt. miêu tả khoa học đầu tiên năm 1841.